# Siquita
Siquita est une localité de la paroisse civile d'Ucata dans la municipalité d'Atabapo dans l'État d'Amazonas au Venezuela sur l'Orénoque qui fait ici frontière avec la Colombie.